# Agelasta nigropunctata
Agelasta nigropunctata es una especie de escarabajo longicornio del género Agelasta, categorizada en la tribu Mesosini, de la subfamilia Lamiinae. Fue descrita por Breuning en 1938.

## Descripción
Mide 14 mm de longitud.

## Distribución
Se distribuye por Asia: Birmania.